# Adam Baldwin
Adam Baldwin (Winnetka, 1962. február 27. –) amerikai színész.
Ismert filmes szerepei közé tartozik Animal Mother Stanley Kubrick Acéllövedék (1987) című háborús filmjében. Főszerepet alakított a Firefly (2000) televíziós sorozatban és a kapcsolódó Serenity (2005) című filmben. További fontosabb televíziós megjelenései közé tartozik a Chuck (2007–2012) és Az utolsó remény (2014–2018).

## Fiatalkora
1962. február 27-én született az Illinois állambeli Winnetka településen. Ugyanitt a New Trier Township középiskolába járt. A Baldwin fivérekkel (Alec, Daniel, William, és Stephen Baldwin) mindössze névrokonságban áll.

## Pályafutása
1980-óta több tucat filmben látható, a My Bodyguard-ban kiemelkedően alakította a kitaszított Linderman-t, így később nagyobb szerepeket is kapott a Simlis taxisok, az Acéllövedék, A függetlenség napja, és a Serenity című filmekben – utóbbiban ismét Jane Cobb szerepét játszotta a Firefly című sorozatból. 
2006-ban Chad Shelten-t alakította az ABC Daybreak - Időbe zárva című sorozatában.
A 2008-as Drillbit Taylor című filmben Ricky Linderman-t, az Acéllövedék-ben játszott karakterét parodizálta.
A SyFy csatorna 2006-ban a legjobb televíziós mellékszereplő díját ítélte neki a Firefly-ban játszott Jayne Cobb szerepéért. Az első DC Comics animációs mozifilmben a Superman: Ítéletnapban Baldwin kapta Clark Kent/Superman szerepét. Jelenleg John Casey NSA ügynököt alakítja az NBC 2007-ben indult sorozatában, a Chuck-ban.
Baldwin hangját kölcsönözte az Xbox 360-as Halo 3 és Halo 3: ODST játékok különböző karaktereinek, továbbá a Half Life 2: Episode 2 játékban több karakter, a Mass Effect 2 című játékban pedig Kal'Reegar szerepében hallható a hangja.

## Magánélete
A Demokrata Párt regisztrált szavazójaként tartják nyilván 1980 óta, blogbejegyzéseket is írt a Huffington Post és a Big Hollywood híroldalakon. Hobbiként eltérő politikai vélemények linkjeit osztja meg a Twitter oldalán.

## Filmográfia

### Film
| Év   | Magyar cím                      | Eredeti cím                                               | Szerep                   | Magyar hang           |
| ---- | ------------------------------- | --------------------------------------------------------- | ------------------------ | --------------------- |
| 1980 |                                 | My Bodyguard                                              | Ricky Linderman          |                       |
| 1980 | Átlagemberek                    | Ordinary People                                           | Kevin Stillman           | Lux Ádám              |
| 1983 |                                 | Hadley's Rebellion                                        | 'Bobo' McKenzie          |                       |
| 1983 | Simlis taxisok                  | D.C. Cab                                                  | Albert Hockenberry       | Czvetkó Sándor        |
| 1984 | Vakmerő                         | Reckless                                                  | Randy Daniels            |                       |
| 1986 |                                 | 3:15                                                      | Jeff Hannah              |                       |
| 1986 | Bunyós zsaruk                   | Bad Guys                                                  | Skip Jackson             |                       |
| 1987 | Acéllövedék                     | Full Metal Jacket                                         | 'Animal Mother' őrmester | eredeti nyelven       |
| 1988 | Cohen és Tate                   | Cohen and Tate                                            | Tate                     |                       |
| 1988 | Szentháromság és csokoládé      | The Chocolate War                                         | Carter                   | Előd Álmos            |
| 1989 | A vér szava                     | Next of Kin                                               | Joey Rosselini           | Bezerédi Zoltán       |
| 1989 | A vér szava                     | Next of Kin                                               | Joey Rosselini           | Reisenbüchler Sándor  |
| 1990 | Ragadozó 2.                     | Predator 2                                                | Adam Garber ügynök       | Reisenbüchler Sándor  |
| 1991 | Feketelistán                    | Guilty by Suspicion                                       | FBI-ügynök               | Selmeczi Roland       |
| 1991 | Feketelistán                    | Guilty by Suspicion                                       | FBI-ügynök               | Gacsal Ádám           |
| 1992 | Bárhol ér a reggel              | Where the Day Takes You                                   | Black rendőr             |                       |
| 1992 | Radio Flyer – Repül a testvérem | Radio Flyer                                               | The King                 |                       |
| 1993 | 800 mérföld az Amazonason       | Eight Hundred Leagues Down the Amazon                     | Koja                     | Csankó Zoltán         |
| 1993 | Aljas szándékkal                | Treacherous                                               | Tommy Wright             | Csuja Imre            |
| 1993 | Halálos összeesküvés            | Bitter Harvest                                            | Bobby                    | Lux Ádám              |
| 1994 | Hideg ölelés                    | Cold Sweat                                                | Mitch                    | Rékasi Károly         |
| 1994 | Wyatt Earp                      | Wyatt Earp                                                | Tom McLaury              | Kardos Róbert         |
| 1995 | Digital Man                     | Digital Man                                               | West százados            | Bognár Zsolt          |
| 1995 | A szerelem színei               | How to Make an American Quilt                             | Finn apja                |                       |
| 1996 | A függetlenség napja            | Independence Day                                          | Mitchell őrnagy          | Csankó Zoltán         |
| 1996 | Hárman az ágyban                | Lover's Knot                                              | John Reed                |                       |
| 1997 |                                 | Starquest II                                              | Lee                      |                       |
| 2000 | A hazafi                        | The Patriot                                               | Wilkins százados         | László Zsolt          |
| 2000 | Az igazi kísértés               | The Right Temptation                                      | Wagner százados          | Juhász György         |
| 2001 |                                 | Pursuit of Happiness                                      | Chad Harmon              |                       |
| 2001 | Önzetlen szeretet               | Above & Beyond                                            | Peter Clerkin            |                       |
| 2001 |                                 | Jackpot                                                   | Mel James                |                       |
| 2001 | Viszlát, szerelmem              | Farewell, My Love                                         | Jimmy                    |                       |
| 2001 | Dupla dinamit 2. – Robbanáspont | Double Bang                                               | Vinnie Krailes           | Csík Csaba Krisztián  |
| 2001 |                                 | The Keyman                                                | Chris Myers / Keyman     |                       |
| 2002 | Hajsza a felhők felett          | Hyper Sonic                                               | Christopher Bannon       |                       |
| 2003 | Hitszegők társasága             | Betrayal                                                  | Mark Winston nyomozó     |                       |
| 2003 | Gacy                            | Gacy                                                      | John Gacy Sr.            | Csík Csaba Krisztián  |
| 2004 |                                 | The Freediver                                             | Dr. Viades               |                       |
| 2004 | Ördögi szemek                   | Evil Eyes                                                 | Jeff Stenn               |                       |
| 2005 | Serenity                        | Serenity                                                  | Jayne Cobb               | Bede-Fazekas Szabolcs |
| 2005 |                                 | Molly & Roni's Dance Party                                | iskolaigazgató           |                       |
| 2006 |                                 | The Thirst                                                | Lenny                    |                       |
| 2007 | Superman: Ítéletnap             | Superman: Doomsday                                        | Superman (hangja)        | Kamarás Iván          |
| 2008 |                                 | Gospel Hill                                               | Carl Herrod              |                       |
| 2008 | Fúrófej Taylor                  | Drillbit Taylor                                           | mogorva testőr           | Maday Gábor           |
| 2009 | Haláli haverok                  | Little Fish, Strange Pond                                 | Tommy                    | Varga Gábor           |
| 2010 |                                 | Browncoats: Redemption                                    | telefonos operátor       |                       |
| 2011 |                                 | InSight                                                   | Dr. Graham Barrett       |                       |
| 2012 |                                 | War of the Worlds: Goliath                                | Wilson (hangja)          |                       |
| 2015 |                                 | Vault of the Macabre II (rövidfilm)                       | narrátor (hangja)        |                       |
| 2017 |                                 | Vault of the Macabre: The House Upon the Hill (rövidfilm) | narrátor (hangja)        |                       |
| 2019 | Billy, a Kölyök                 | The Kid                                                   | Bob Olinger              | Epres Attila          |
| 2019 |                                 | The Legend of 5 Mile Cave                                 | Sam Barnes               |                       |
| 2021 | Esélytelenből halhatatlan       | American Underdog                                         | Terry Allen              |                       |

### Televízió

#### Tévéfilm
| Év   | Magyar cím                    | Eredeti cím             | Szerep                | Magyar hang          |
| ---- | ----------------------------- | ----------------------- | --------------------- | -------------------- |
| 1984 |                               | Pigs vs. Freaks         | Mickey South          |                      |
| 1985 | Fenyves tábor                 | Poison Ivy              | Ike Dimick            | Rátóti Zoltán        |
| 1986 |                               | Welcome Home, Bobby     | Cleary Biggs          |                      |
| 1991 |                               | Murder in High Places   | ismeretlen szerep     |                      |
| 1992 | Halálos fogás                 | Deadbolt                | Alec Danz             | Rékasi Károly        |
| 1993 |                               | The Last Shot           | Mark Tullis Jr.       |                      |
| 1994 | Szemben az igazsággal         | Blind Justice           | Hastings őrmester     | Haás Vander Péter    |
| 1994 | Szemben az igazsággal         | Blind Justice           | Hastings őrmester     | Szabó Sipos Barnabás |
| 1995 | Aljas indokból                | Trade-Off               | Thomas Hughes         | Csuja Imre           |
| 1995 | A gyilkosság receptje         | Sawbones                | Burt Miller           | Forgács Péter        |
| 1995 |                               | Shadow-Ops              | Dalt                  |                      |
| 1996 | Ugrás a tűzbe                 | Smoke Jumpers           | Don Mackey            | Haás Vander Péter    |
| 1998 | Gargantua – Rejtelmek szigete | Gargantua               | Jack Ellway           | Lux Ádám             |
| 1998 | Indiszkrét                    | Indiscreet              | Jeremy Butler         |                      |
| 2000 | Dr. Jekyll és Mr. Hyde        | Dr. Jekyll and Mr. Hyde | Dr. Jekyll / Mr. Hyde |                      |
| 2003 | Egy irányított elme           | Control Factor          | Lance Bishop          | Viczián Ottó         |
| 2003 | Szörnycsinálók                | Monster Makers          | Jay Forrest           |                      |
| 2005 | A Poszeidon katasztrófa       | The Poseidon Adventure  | Mike Rogo marsall     | Szabó Sipos Barnabás |
| 2005 | A Poszeidon katasztrófa       | The Poseidon Adventure  | Mike Rogo marsall     | Haás Vander Péter    |
| 2007 | A sivatag átka                | Sands of Oblivion       | Jesse Carter          |                      |

#### Sorozat
| Év        | Magyar cím                                 | Eredeti cím                       | Szerep                                                  | Megjegyzések                                                     |
| --------- | ------------------------------------------ | --------------------------------- | ------------------------------------------------------- | ---------------------------------------------------------------- |
| 1985      |                                            | Special Treat                     | Otto Frommer                                            | 1 epizód                                                         |
| 1995      | Bukott angyalok                            | Fallen Angels                     | Ralph                                                   | 1 epizód                                                         |
| 1995      |                                            | VR.5                              | Scott Cooper                                            | 1 epizód                                                         |
| 1996–1997 | A Kennedy-űrközpont jelentkezik            | The Cape                          | Jack Riles ezredes                                      | főszereplő                                                       |
| 1997–1998 |                                            | The Visitor                       | Michael O'Ryan / Joe York                               | 5 epizód                                                         |
| 1998      | A végtelen szerelmesei – Az Apolló-program | From the Earth to the Moon        | Fred Haise                                              | 1 epizód                                                         |
| 1998      | Végtelen határok                           | The Outer Limits                  | James Bowen őrnagy                                      | 1 epizód                                                         |
| 2000      | Szünet                                     | Recess                            | B.O.E.-ügynök (hangja)                                  | 1 epizód                                                         |
| 2000–2001 |                                            | Static Shock                      | York (hangja)                                           | 2 epizód                                                         |
| 2000–2005 | Jackie Chan kalandjai                      | Jackie Chan Adventures            | Finn (hangja)                                           | főszereplő                                                       |
| 2001      |                                            | The Zeta Project                  | Swen (hangja)                                           | 1 epizód                                                         |
| 2001–2002 | X-akták                                    | The X-Files                       | Knowle Rohrer                                           | 5 epizód                                                         |
| 2002–2003 | Firefly                                    | Firefly                           | Jayne Cobb                                              | - főszereplő - magyar hangja: - Haás Vander Péter - Epres Attila |
| 2003      | CSI: Miami helyszínelők                    | CSI: Miami                        | De Soto                                                 | 1 epizód                                                         |
| 2004      | JAG – Becsületbeli ügyek                   | JAG                               | Michael Rainer parancsnok                               | 1 epizód                                                         |
| 2004      | NCIS                                       | NCIS                              | Michael Rainer parancsnok                               | 1 epizód                                                         |
| 2004      | Csillagkapu                                | Stargate SG-1                     | Dave Dixon ezredes                                      | 2 epizód                                                         |
| 2004      | Angel                                      | Angel                             | Marcus Hamilton                                         | 5 epizód                                                         |
| 2005      | Az igazság ligája: Határok nélkül          | Justice League Unlimited          | Hal Jordan / Zöld Lámpás, Jonah Hex, Rick Flag (hangja) | 3 epizód                                                         |
| 2005      |                                            | The Inside                        | Danny Love különleges ügynök                            | főszereplő                                                       |
| 2006      | Dr. Csont                                  | Bones                             | Jamie Kenton különleges ügynök                          | 1 epizód                                                         |
| 2006–2008 | Daybreak – Időbe zárva                     | Day Break                         | Chad Shelton                                            | főszereplő                                                       |
| 2007–2012 | Chuck                                      | Chuck                             | John Casey                                              | főszereplő                                                       |
| 2008      |                                            | Chuck Versus the Webisodes        | John Casey                                              | 5 epizód                                                         |
| 2008      | CSI: New York-i helyszínelők               | CSI: NY                           | Brett Dunbar ügynök                                     | 1 epizód                                                         |
| 2011      | Zűrös szerelmek                            | Love Bites                        | Hotel Dick                                              | 1 epizód                                                         |
| 2011–2012 | Transformers: Prime                        | Transformers: Prime               | Breakdown (hangja)                                      | 10 epizód                                                        |
| 2012–2015 | Castle                                     | Castle                            | Ethan Slaughter nyomozó                                 | 2 epizód                                                         |
| 2012      | Az igazság ifjú ligája                     | Young Justice                     | Parasite (hangja)                                       | 1 epizód                                                         |
| 2012      | Lépéselőnyben                              | Leverage                          | Michael Vance ezredes                                   | 2 epizód                                                         |
| 2012      | Esküdt ellenségek: Különleges ügyosztály   | Law & Order: Special Victims Unit | Steven Harris százados                                  | 3 epizód (14. évad)                                              |
| 2013      |                                            | Beware the Batman                 | Rex Mason / Metamorpho (hangja)                         | 3 epizód                                                         |
| 2014–2018 | Az utolsó remény                           | The Last Ship                     | Mike Slattery                                           | főszereplő                                                       |
| 2015      | Hulk és a Z.Ú.Z.D.A. ügynökei              | Hulk and the Agents of S.M.A.S.H. | Vance Astro (hangja)                                    |                                                                  |
| 2015      | A galaxis őrzői                            | Guardians of the Galaxy           | Vance Astro (hangja)                                    |                                                                  |
| 2019–     |                                            | GunnyTime                         | önmaga (házigazda)                                      |                                                                  |

### Videójátékok
| Év   | Cím                      | Szerep        |
| ---- | ------------------------ | ------------- |
| 2003 | Kill.switch              | Archer        |
| 2007 | Halo 3                   | Marines       |
| 2007 | Half-Life 2: Episode Two | több szereplő |
| 2009 | Halo 3: ODST             | Dutch         |
| 2010 | Mass Effect 2            | Kal'Reegar    |
| 2011 | DC Universe Online       | Superman      |